# Kingdom Come: Deliverance
Kingdom Come: Deliverance est un jeu vidéo de rôle en monde ouvert développé et édité par Warhorse Studios, sorti le 13 février 2018 sur Microsoft Windows, PlayStation 4 et Xbox One. Il se déroule au sein du Royaume de Bohême du xve siècle, le jeu se base sur une approche historique réaliste et précise.
Une suite intitulée Kingdom Come: Deliverance II est sortie le 4 février 2025.

## Trame
Le jeu se déroule au début du xve siècle dans le royaume de Bohême — actuellement en Tchéquie —, qui fait alors partie du Saint-Empire romain germanique. Les lieux visités par le joueur se situent entre Sázava et Rataje nad Sázavou.
Après la mort de l'empereur Charles IV en 1378, son fils Venceslas IV lui succède, mais se révèle être incompétent pour le trône. Son demi-frère, Sigismond de Luxembourg, roi de Hongrie et de Croatie, profite de l'occasion pour enfermer Venceslas et piller le pays. 
En 1403, Henry, surnommé Hal, est le fils insouciant du forgeron du village de Skalice. Il échappe à un raid de mercenaires mené par Sigismond où meurent sa famille et ses amis, et va par la suite accomplir différentes missions selon les choix du joueur.

## Système de jeu
Le jeu vise à être proche de la réalité historique, en plaçant l'intrigue dans un contexte historique et géographique. Le système de combat est complexe, et propose différents aspects du combat à l'épée. Des épéistes ont reproduit les scènes de combat dans des salles avec capture de mouvement afin de donner plus de réalisme aux systèmes du jeu.
Bien que le scénario se veuille fidèle à l'histoire de Bohême, le système de jeu se rapproche d'un RPG classique, avec les éléments propres à celui-ci comme l'arbre de compétences, la réputation[réf. nécessaire] ou encore les choix moraux qui ont un impact sur l'intrigue,.
Après une introduction guidée assez conséquente, le joueur est lâché dans un monde ouvert. Le type d'ennemis et le danger qu'ils représentent sont liés à leur emplacement plutôt qu'à l'expérience acquise par Henry. Il est possible, au fil de l'aventure et des pérégrinations, de se retrouver dans des courses de chevaux, à gérer un village ou à mener l'enquête, bien que le jeu réserve une part belle au combat.
Le jeu dispose d'un système gérant le cycle jour-nuit. Suivant l'heure de la journée, l'endroit où se situe un personnage peut changer, de même que l'accès à un lieu comme les magasins.

## Développement
L'idée originale du jeu germe en 2009, lorsque Daniel Vávra (en) quitte 2K Czech, pour lequel il a réalisé les deux premiers épisodes de la série Mafia. Accompagné d'une petite équipe, il cherche des financements pour réaliser son projet, originellement sans succès. Le milliardaire tchèque Zdeněk Bakala sauve finalement le projet et Warhorse Studios est fondé le 21 juillet 2011.[réf. nécessaire]
Une campagne est menée sur Kickstarter en janvier 2014. L'objectif de récolter 300,000 £ est accompli en 36 heures. Finalement, le studio obtient 1 106 371 £ de la part de 35 384 contributeurs.
Le coût de production s'élèverait à plus de 36 millions de dollars américains.
Une première version alpha est lancée le 22 octobre 2014, et le jeu sort publiquement le 13 février 2018. Le jeu est disponible sur Windows, PlayStation 4 et Xbox One. Prévu et annoncé à l'origine, le support de macOS et Linux a été reporté sine die.
Un portage du jeu est également prévue pour 2024 sur Nintendo Switch.

## Accueil

### Critiques
Malgré la présence de bugs, le jeu reçoit un accueil plutôt positif. Un patch de 23 Go destiné à corriger les nombreux problèmes présents au lancement est proposé le jour même.

### Récompenses
| Année | Prix                | Catégorie         | Résultat   |
| ----- | ------------------- | ----------------- | ---------- |
| 2017  | Game Critics Awards | Meilleur RPG      | Nomination |
| 2017  | Gamescom            | Meilleur jeu PC , | Lauréat    |
| 2017  | Gamescom            | Meilleur RPG      | Nomination |

### Ventes
Le jeu se vend à plus de 500 000 unités durant les deux premiers jours suivant sa sortie.
En février 2024, le studio tchèque annonce que le jeu s'est vendu à six millions d'exemplaires, et huit mois plus tard, qu'il a franchi le cap des huit millions.

### Traduction
- (en) Cet article est partiellement ou en totalité issu de l’article de Wikipédia en anglais intitulé « Kingdom Come: Deliverance » (voir la liste des auteurs).